# Javier Miranda Luque
Javier Miranda Luque (1959-2023) fue un escritor, locutor, publicista y periodista cubano-hispano-venezolano. Su obra literaria se basa en novelas breves, cuentos infantiles y obras de teatro. Fue miembro fundador de la Asociación Venezolana de Críticos Cinematográficos (AVCC). Ganador del V Concurso Nacional de Cuentos Sacven (Sociedad de Autores y Compositores de Venezuela).
En 2004 gana el Concurso de Autores Inéditos de Monte Ávila Editores Latinoamericana (Mención Literatura Infantil) así como el Certamen Mayor de las Artes y las Letras (Mención Dramaturgia)

## Biografía
Javier nació en Marianao, provincia de La Habana, CUBA, el 30 de julio de 1959, hijo de Julio Enrique Miranda de Haro y de María de los Ángeles "Lines" Luque de Lázaro. Falleció en junio de 2023 en Stuttgart, estado de Baden-Würtenberg, Alemania.
Javier cursó estudios de educación primaria y secundaria en Caracas. Al finalizar sus estudios de bachillerato en 1976, comienza la carrera de Comunicación Social en la Universidad Central de Venezuela. Desde 1977 fue articulista de la sección cultural de diversos diarios de circulación nacional como El Nacional, El Universal, El Diario de Caracas, Zona Franca, Contextos y otros. Mientras cursa estudios de periodismo y hasta 1998, ejerce como director creativo en diferentes agencias de publicidad de Venezuela. En 1983 escribe, dirige, actúa y produce la obra de teatro “Kongcierto”. En la década de los 90 produce los programas radiales "El ocio es nuestro negocio", "Tour de jazz", "Extremidades", "Ritual del reposo gozoso" y "Acto reflejo" en Radiodifusora Venezuela y Radio Nacional de Venezuela. Luego de un largo receso como escritor, comienza a escribir cuentos cortos y ensayos de ficción. En los últimos años, su atención se concentró en el experimento literario con nuevos medios de comunicación digitales a través de los cuales dio libre acceso a fragmentos de sus obras y publicó sus opiniones acerca de diferentes temas como política internacional, arte y cultura, literatura y sexo, entre otros. Igualmente, Miranda Luque se valió de la elaboración y publicación en línea de videos en homenaje a diferentes artistas, videos con contenido político, erótico y antirreligioso. Miranda Luque falleció en la ciudad de Stuttgart, Alemania, en junio de 2023.

## Obras
Su obra se centra en el uso de recursos urbanos, cotidianos y tecnológicos para la expresión artística. Evocando de este modo nuevos conceptos, como los plasmados en su Nuevo Diccionario Alterado, “cibersapiens” y “cibersaurios”: individuos que aprovechan la cibertecnología o se marginan de ella, asumiendo el riesgo de extinguirse comunicacionalmente cuales dinosaurios. De ser necesario Javier Miranda-Luque podría ser considerado un cibersapiens, no solo por sus esfuerzos comunicacionales en la blogosfera, sino también por la fusión de la literatura textual con la hipertextual. Como ejemplo de esto, el autor se valió de una campana de in triga para invitar al “ciberhappening” de su obra para teatro Capacidad Máximapublicada por el Ministerio de la Cultura de Venezuela.

### Cuentos
- 2003 - Concierto para fusil solo
- 2004 - El baile de los elefantes
- 2005 - ABZOO del Arca de Noé
- 2005 - Golpes de piano
- 2006 - Abstracto bilingüe

### Dramaturgia
2007 - Capacidad máxima es una breve comedia para teatro en la que, mediante un diálogo, el autor describe la vida de dos personajes que se encuentran durante su encierro en un ascensor.

### Novelas breves
2008 - Nuevo diccionario alterado es una novela juvenil basada en la relación cercana que sostienen los jóvenes con internet, las sesiones de chateo, los sitios web de redes sociales e intercambio de videos y fotos, el correo electrónico y los mensajes de texto de los teléfonos celulares. El autor también presenta referencias musicales, deportivas y artísticas que mueven al joven de principios del siglo XXI.

### Otros
2007 - Comunicación por todos los medios es un libro de referencia dirigido a estudiantes, consumidores y entusiastas de la publicidad, el mercadeo y la comunicación.